# No Pelo 3
No Pelo 3 é o quarto álbum ao vivo da dupla sertaneja Hugo & Guilherme, lançado em 30 de abril de 2021 pela Som Livre. "No Pelo" já era uma marca registrada na dupla, sendo o terceiro a levar esse título, após No Pelo em Campo Grande, de 2018, seguindo a tradição dos álbuns anteriores, com várias regravações de clássicos sertanejos e de outros estilos e inéditas como Coração na Cama, Pingo de Dó e O Pai Tá On, em formato acústico, e o primeiro com a contribuição de Felipe Arná, que, a partir daí, passou a produzir e tocar violão nos álbuns da dupla. A faixa Coração na Cama ganhou certificado de disco de diamante duplo pela PMB.

## Gravação e lançamento

### Antecedentes e gravação
A dupla já vinha alcançando uma certa popularidade no meio após o lançamento de No Pelo em Campo Grande, em 2018, que continha a faixa que se tornou o carro-chefe Namorada Reserva, que, mais tarde, foi incluída na trilha sonora da novela A Dona do Pedaço, exibida em 2019 pela Rede Globo.

O álbum foi gravado em 19 de setembro de 2020, no "Rancho No Pelo", em Goiás, sem convidados especiais, sem grande estrutura, em decorrência da pandemia da Covid-19.
“O projeto saiu exatamente da maneira que a gente imaginou. O sentimento foi o mesmo com que fizemos o nosso disco em Goiatuba, tudo com muita simplicidade e amor”, completa Hugo. 
Já Guilherme avisa: “O repertório ficou de uma maneira que agrade a todos os gostos. Inicialmente iriamos gravar 12 faixas, mas apareceram tantas músicas boas, e nós curtimos tanto, que acabamos gravando 16 faixas, sendo 7 inéditas e 9 regravações! Estamos ansiosos pra que a galera ouça muito, pois foi feito com muito amor!”

### Lançamento
O álbum completo foi lançado em 30 de abril de 2021, mas a primeira parte foi disponibilizada nas plataformas digitais com as canções inéditas Coração na Cama e Pare Com Isso, em 13 de novembro de 2020.

#### O Pai Tá On
O primeiro single foi lançado em 16 de outubro de 2020, O Pai Tá On, baseado nessa expressão que tomou conta da internet depois que o jogador Neymar comemorou a classificação do Paris Saint-Germain (PSG) com essa frase. A locução costuma ser empregada como sinônimo de “estou na área”  ou “estou pronto para o que vier”. A composição de Rodrigo Reys, Hiago Nobre, Kinho Chefão e Gabriel do Cavaco fala exatamente sobre a notoriedade que o termo ganhou: de tanto aprontar com a pessoa amada, ela se cansou e, agora, "o pai tá on", pronto para o que vier, procurando um lugar pra sofrer por amor.

Assim dizia um dos trechos da canção, brincando com a expressão que virou meme na época.
E agora o pai tá on
Onde vende cachaça
Onde vende cerveja
Onde quem sofre de amor chora na mesa
Onde vende cachaça
Onde vende cerveja
Vendo ela off
Oficialmente solteira

## Lista de faixas
As canções inéditas estão marcadas em negrito.
| N.º            | Título                                                              | Compositor(es)                                                                                              | Artista original                      | Duração |  |
| 1.             | "Coração na Cama"                                                   | Clebinho / Alex Alves / Django                                                                              |                                       | 2:53    |  |
| 2.             | "Pingo de Dó"                                                       | Paulo Fiapo / Marcello Costa                                                                                |                                       | 2:41    |  |
| 3.             | "Pot-Pourri: Devolva-Me / Você Não Me Ensinou a Te Esquecer"        | Lílian Knapp / Renato Barros Fernando Mendes / José Wilson / Lucas                                          | Leno & Lílian Fernando Mendes         | 3:37    |  |
| 4.             | "Pare Com Isso"                                                     | Spartaco |                                       | 3:28    |  |
| 5.             | "Pot-Pourri: Separação / Porta-Retrato"                             | Riva Tostes Carlos Randall / Tivas                                                                          | Adalberto & Adriano Edson & Hudson    | 3:06    |  |
| 6.             | "Pot-Pourri: Quando O Coração Se Apaixona / Cala A Boca e Me Beija" | Zé Henrique Donizette Barbosa / Genoir Barbosa / Lindomar Sales                                             | Daniel Carlos & Jader                 | 3:35    |  |
| 7.             | "O Pai Tá On"                                                       | Rodrigo Reys / Hiago Nobre / Kinho Chefão / Gabriel do Cavaco                                               |                                       | 2:53    |  |
| 8.             | "Pot-Pourri: Perdi Você / Fale Um Pouco Comigo"                     | César Augusto / César Rossini / Reinaldo Barriga César Augusto / Elias Muniz                                | Guilherme & Santiago Sandro & Saulo   | 3:35    |  |
| 9.             | "Vovozinho"                                                         | João Mateiro / Pedro Gazoni                                                                                 |                                       | 3:22    |  |
| 10.            | "Pot-Pourri: A Culpa É Sua (Conselho) / Você Decide"                | Bruno / Felipe / João Victor Elias Muniz                                                                    | Bruno & Marrone Rick & Renner         | 3:02    |  |
| 11.            | "Pot-Pourri: Espinhos da Vida / Mistérios"                          | Matogrosso / J. K. Filho Pinocchio                                                                          | Matogrosso & Mathias                  | 3:43    |  |
| 12.            | "Corpo Moreno"                                                      | Paulo Fiapo / Leandro Rojas / Isaac / Nei Machado                                                           |                                       | 2:45    |  |
| 13.            | "Pot-Pourri: Vida de Cão / Taça de Pranto"                          | Rionegro Pinocchio                                                                                          | Rionegro & Solimões Gian & Giovani    | 3:43    |  |
| 14.            | "Pot-Pourri: Fuscão Preto / Apaixonado Por Você"                    | Jeca Mineiro / Atilio Versutti Rick / Alexandre                                                             | Almir Rogério Gino & Geno             | 3:43    |  |
| 15.            | "Pot-Pourri: Sábado / Meu Anjo (Angel) / Por Toda Vida"             | José Augusto / Paulo Sérgio Valle José Miguel Velásquez; versão: Edson Everton Matos / Jairo Goes / Rivanil | José Augusto Edson & Hudson Nechivile | 4:55    |  |
| Duração total: | Duração total:                                                      | Duração total:                                                                                              | Duração total:                        | 49:29   |  |